# 熊出没·变形记
《熊出没·变形记》（英語：Boonie Bears: The Big Shrink）于2018年2月16日（农历戊戌年大年初一）在中国上映的奇幻冒险中国3D动画電影，是熊出没系列电影的第5部。由方特動漫、彩條屋影業負責動畫製作；其人物來自《熊出沒系列》，導演、編劇以及主要人物的配音聲優都延續電視動畫團隊，由丁亮、林汇达执导；徐芸，万秦，蒋琳编剧。電影讲述了光头强、熊大、熊二遭遇变形缩小后所展开的一段微观世界的冒险故事。

## 剧情简介
光头强爸爸出现，在光头强的一次实验中，熊大、熊二及光头强被意外缩小，毫不知情的强爸伤心离开，并无意间带走了“缩小机”。在这场奇妙的冒险中，一名陌生国外女记者突然出现，并频频出没于大马哈鱼生活的河域附近，举止神秘，牵出了一系列神秘事件……

### “父与子”
光头强在幼年时期，父子二人关系十分亲密；到了童年阶段，强爸由于工作繁忙，缺乏与光头强之间的沟通，因而造成父子之间的疏远；这种隔阂延续到光头强成年后。强爸突然到访狗熊岭，试图以嘘寒问暖的方式弥补对光头强的过错，却导致二人之间出现种种误解，矛盾反而升级。虽然《熊出没▪变形记》是一部奇幻冒险影片，但其不少桥段和内涵却与现实生活非常贴近，极易引发观众的情感共鸣。强爸父子的故事可以被看作许多家庭的真实写照，有很强的现实意义：在快节奏、高强度的现代社会，很多父母偏重于事业打拼，因而忽略了与子女的相处，造成“留守儿童”、“丧偶式教育”等社会问题；此外，故事中还涉及到不少“现代流行”话题，例如征婚、催穿秋裤等。这些极具生活气息的情节，拉近了剧中人物与观众之间的距离。

## 登场角色

### 光头强
在本部电影的开始，光头强并没有真正领悟爸爸对自己的爱，而且一气之下将其赶走。后来和熊大、熊二意外被缩小，通过微观世界的冒险，他才真正领略到了父爱。在片尾，他和爸爸以及熊大、熊二一起在河边观赏大马哈鱼跳龙门时的情景，并决定和爸爸一起回家过年。

### 熊大
一只聪明勇敢的熊，熊兄弟中的哥哥。冷静有头脑，喜欢实际实用的东西且原则性强，是一头现实主义的熊。当形势不利的时候懂得装无辜装弱势，然后伺机反攻。经常会想出怪点子把光头强搞到抓狂，但偶尔也会聪明反被聪明误，把自己弄得狼狈不堪。在本部电影中，他和光头强、熊二意外被手电筒内的缩小器缩小，展开了微观世界的冒险。

### 熊二
一只冲动、淳朴、贪吃的熊，熊兄弟中的弟弟。喜欢抱着蜂蜜做白日梦，很多时候有点自我，是一头理想主义的熊。他的弱点经常被光头强利用从而给他自己和熊大带来麻烦。但是一旦被惹火他爆发的破坏力会让对手目瞪口呆。在本部电影中，他和光头强、熊大意外被手电筒内的缩小器缩小，展开了微观世界的冒险。

### 强爸
光头强的爸爸。在电影中突然到访狗熊岭，向来严厉古板的他却对光头强嘘寒问暖，而朝夕相处却未能缓和关系。在一次激烈的争吵中，光头强和两熊被“缩小器”意外缩小，毫不知情的强爸伤心离开，并无意间带走了“缩小机”。但是，他并没有成功坐上火车，而且也被缩小器缩小，和光头强等人共同展开了微观世界的冒险。

### 贝丝
一名生物学爱好者，根据“真人绘制虚拟角色”技术，以美国女演员、《破产姐妹》女主贝丝·比厄为原型打造出来的角色。秉持环保主义的理念，为疏通大马哈鱼“洄游产卵”的路径，与熊大、熊二、光头强等共同展开冒险。

### 蛋壳侠
是一只穿着蛋壳的蝈蝈。他武艺高强，侠肝义胆，平时最爱行侠仗义。但他同样也是一个吃货，对巧克力爱不释手，而且一见到月亮就会把头缩进蛋壳内睡觉。得知了熊强三人的遭遇后，决定帮助他们恢复，共同展开冒险。

### 小龙虾（麻辣小龙虾）
麻辣小龙虾共有四人，分别是“麻辣队长”虾说、“爽滑细嫩”虾丸、“五味俱全”虾扯、“饱满劲道”虾闹。他们说着一口方言，极具喜感。由于他们的宝贝——无人机被以特靠谱为首的“苍蝇帮”夺走，只好以打劫为生。因目睹蛋壳侠的英勇表现而心生敬意，拜蛋壳侠为师。最后熊强三人以及蛋壳侠帮助他们夺回了无人机。

### 大志
自私自利，见钱眼开，与贝丝是死对头。为了个人私欲不惜往大马哈鱼生活的洄龙河中倒毒水、投放电子垃圾，破坏了大马哈鱼赖以生存的家园。最后被众人齐心协力击败。

### 金牙
自私自利，见钱眼开，与贝丝是死对头。为了个人私欲不惜往大马哈鱼生活的洄龙河中倒毒水、投放电子垃圾，破坏了大马哈鱼赖以生存的家园。最后被众人齐心协力击败。

### 特靠普
性格十分霸道，手下有一帮苍蝇小弟，与麻辣小龙虾四人组是死对头。他看上了麻辣小龙虾四人组的无人机，并把其据为己有。后来被麻辣小龙虾联合熊强三人及蛋壳侠打败，无人机也被夺回。

### 螳螂
性格火爆，自称“老娘”，与蛋壳侠是死对头。曾被光头强弹飞，后来熊强三人意外缩小，螳螂欲报复，正巧被路过的蛋壳侠发现并打败。

### 吉吉
是一只骄傲自大的猴子，总认为自己是国王，自称“本王”，手下是毛毛。在本部电影中，他想给王冠开光，却无法成功，所以一直追着带有缩小器的手电筒不放。而他又并不知晓熊强意外变小一事，所以时而给其制造麻烦，时而又意外帮助到了他们。

### 毛毛
本部电影的配角，一只小猴子，是吉吉的手下，对其唯命是从，没有自己的主见。他虽然对吉吉忠心耿耿，但却不讨吉吉的喜欢。在本部电影中，吉吉甚至还把王冠无法开光的缘故推到了他捉的小鸟身上。

## 动画音乐

### 主题曲《像小时候一样》
| 中文名称     | 所属专辑         | 歌曲时长 | 发行时间   | 歌曲原唱 | 填 词 | 谱 曲  | 编 曲  | 音乐风格 | 歌曲语言 | 吉 他 | Bass | 鼓 手 | 长 笛  |
| ------------ | ---------------- | -------- | ---------- | -------- | ----- | ------ | ------ | -------- | -------- | ----- | ---- | ----- | ------ |
| 像小时候一样 | 《像小时候一样》 | 03:45    | 2018-02-07 | 郁可唯   | 唐恬  | 陈俊威 | 陈俊威 | 流行     | 普通话   | 高飞  | 王伟 | 尹森  | 马丹妮 |

| 录音师 | 录音助理 | 混 音 | 母带处理 | 录音及混音棚      | 发行公司           |
| ------ | -------- | ----- | -------- | ----------------- | ------------------ |
| 王晓海 | 孙谦     | 鲍锐  | 鲍锐     | 北京录顶技Studios | 霍尔果斯彩条屋影业 |

- 作词：唐恬
- 作曲：陈俊威
- 演唱：郁可唯

### 片尾曲 《世上只有爸爸好》[9]
| 中文名称       | 所属专辑           | 作词   | 作曲   | 歌曲原唱 | 歌曲时长 | 音乐风格 | 歌曲语言 | 发行公司           |
| -------------- | ------------------ | ------ | ------ | -------- | -------- | -------- | -------- | ------------------ |
| 世上只有爸爸好 | 《世上只有爸爸好》 | 赵英俊 | 赵英俊 | 赵英俊   | 03:55    | 流行     | 普通话   | 霍尔果斯彩条屋影业 |

- 作词、作曲、演唱：赵英俊

## 放映信息

### 前期宣传
- 2017年10月28日，方特动漫于发布会上首次向大众展示了《熊出没》系列第五部大电影《熊出没·变形记》。[10]
- 2017年11月7日，官方发布了影片定档海报并确认影片定档2018年大年初一（2月16日）。[11]
- 2017年12月16日，官方发布了“微观世界”版预告片。该版本预告片展现了电影的故事设定以及“变形记”的新鲜概念。[12]
- 2018年1月4日，官方发布了父子版海报和预告片。该版本海报和预告片揭示了影片所体现的父子情。[13]
- 2018年1月23日，官方举办了影片推介发布会，美国演员贝丝·比厄以及中国音乐人赵英俊、郁可唯亮相发布会。[14]
- 2018年1月30日，官方发布了过年版海报。该版本海报将电影角色与中国传统新年元素结合，展现了电影欢乐、温馨的气氛。[15]
- 2018年2月1日，官方发布了跃龙门版海报以及终极版预告片。该版本预告片全面展现了电影的故事主线。[16]
- 2018年2月8日，官方发布了由郁可唯演唱的电影主题曲《像小时候一样》的MV。MV中具有光头强父子消除误会后的暖心互动等情节，表达出了影片的“归家”主题。[17]
- 2018年2月12日，官方发布了由赵英俊创作并演唱的电影片尾曲《世上只有爸爸好》的MV，赵英俊在MV中化身为光头强、演绎了光头强父子之间的相处故事，展现了电影所描绘的父子情。
- 同日，官方亦发布了童话版海报，该版本海报为观众带来了新年童话般的温情。[18]

### 票房收益
- 2018年1月27日，影片开展了首次点映活动，场均人次67人，票房突破1000万元，打破了史上动画电影点映场均最高、当日上映所有影片场均最高、《熊出没》系列影片场均最高等多项纪录。[19][20]
- 2018年2月3日-4日，影片展开了第2轮点映活动，两日点映获得了3217万元的票房，累积点映票房4701万元。[21]
- 截至2018年2月14日，影片点映票房突破6000万人民币。[22]
- 2018年2月16日电影上映首日，影片累计票房达到1.22亿，创国产动画电影最快破亿纪录、国产动画电影首日票房最高纪录、动画电影首日票房纪录。
- 截止2018年2月17日上午11点，影片票房突破1.66亿。[23]
- 截至2018年2月19日14点38分，影片累计票房突破3亿。[24]
- 截至2018年2月21日13点42分，影片累计票房突破4亿。[25]
- 截至2018年2月24日15点47分，影片累计票房突破5亿。[26]
- 截至2018年3月24日14点34分，影片累计票房突破6亿。[27]

### 影片口碑
自大年初一（2月16日）上映至今，猫眼电影保持9.1高分，位列猫眼电影2月观众口碑榜总榜第三、动画电影第一，成为狗年春节档黑马！为了让观众观看这部动画电影，片方近日宣布将延长电影公映秘钥至2018年4月18日。

## 制作人员
- 导演：丁亮、林汇达
- 编剧：徐芸、万秦、蒋琳
- 出品人：刘道强、李晓萍、曾茂军、郑志昊、蔡伏青、程武、雷瑛、徐天福、刘荣、李晓东
- 监制：林永长、易巧、蒋德富、康利、相贤古、高莉、陈刚、张群
- 配乐：秦早
- 剪辑：罗敏、王怀佩
- 配音导演：张秉君、谭笑
- 艺术指导：毛传建、王宇
- 美术设计：王宇、刘晓蓓、陈嘉琳、陈瑞培、王林、罗森、邵丽莹、杨迪然、杨朔、易凌霄、敖进超、张琳、金宇、郭尚振、李弘毅、施明熙、王剑龙、杨敏、朱建鑫、罗浩振
- 灯光：王冠维、谷芳、何宛珊、杨鹏、梁晓冬、徐梅、杨攀、谷强强、龚子寅、张韬、钟兴茂、杨潇、方丽、高凡、周利佳、姚瑞、杨帆、方敏、许腾远、杨紫薇
- 出品公司：华强方特（深圳）动漫有限公司、霍尔果斯彩条屋影业有限公司

### 制作公司
华强方特（深圳）动漫有限公司
北京光线影业有限公司 Beijing Enlight Pictures Co.,Ltd
霍尔果斯彩条屋影业有限公司 Horgos Caitiaowu Pictures Co.,Ltd
上海腾讯影业文化传播有限公司 Shanghai Tencent Pictures Co.,Ltd
北京鱼子酱文化传播有限公司 Beijing Yuzijiang Media Co.,Ltd
万达影视传媒有限公司 Wanda Media Co., Ltd
天津猫眼文化传媒有限公司 Tianjin Maoyan Media Co.,Ltd
珠江影业传媒股份有限公司 Pearl River Pictures Co., Ltd
大地时代文化传播（北京）有限公司 Dadi Century Films（Beijing）Co.,Ltd
浙江横店影业有限公司
霍尔果斯金逸影业有限公司
深圳华强方特文化科技集团股份有限公司 FANTAWILD HOLDINGS INC

### 发行公司
华强方特（深圳）动漫有限公司
霍尔果斯彩条屋影业有限公司 Horgos Caitiaowu Pictures Co.,Ltd
五洲电影发行有限公司 Wuzhou Film Distribution
天津猫眼文化传媒有限公司 Tianjin Maoyan Media Co.,Ltd
珠江影业传媒股份有限公司 Pearl River Pictures Co., Ltd
上海腾讯影业文化传播有限公司 Shanghai Tencent Pictures Co.,Ltd
霍尔果斯腾影影视发行有限责任公司
华夏电影发行有限责任公司 Huaxia Film Distribution Co.,Ltd